# 네야가와촌
네야가와촌(일본어: 寝屋川村)은 일본오사카부 기타카와치군에 있던 촌이다. 현재의 네야가와시 중심부에서 남단까지의 남북으로 긴 지역에 해당한다.

## 역사
- 1889년 4월 1일 - 정촌제 시행에 의해 사사라군 도요노촌이 성립하였다.
- 1896년 4월 1일 - 군 통합에 의해 기타카와치군이 성립하였다.
- 1943년 4월 1일 - 구카쇼정, 도모로기촌, 도요노촌과 합병해 네야가와정이 성립하여, 동일 네야가와촌은 폐지되었다.

## 교통

### 철도
- 게이한 전기철도
  - 게이한 본선

단, 현재 네야가와시역의 위치(1963년 이전)는 구 도모로키촌의 지역이다.

### 도로
현재는 구촌역에 제2 게이한 도로의 네야카와미나미 나들목이 소재하지만, 당시는 미개통.

## 참고문헌
- 角川日本地名大辞典 27 大阪府